# カテイカ
カテイカ（かていか）は、NHK Eテレで2016年4月6日から放送されている、小学5〜6年向けに家庭科をテーマとした学校放送番組。家庭科をテーマとした学校放送番組は1961年から10年間放送された技術・家庭以来45年ぶり（約半世紀ぶり）となる。

## 放送時間
放送時間はいずれも日本標準時 (JST)
- 2016年4月6日 - 10月5日、水曜日09:55 - 10:05
- （再放送）2016年10月18日 - 12月、火曜日15:30 - 15:40

## 出演者
エンドゥ
演 - えんどぅ
事なかれ主義の若者。日常生活の中の難問に苦しみ『イカーン！』と叫ぶと、カテイカ様の力でイカの着ぐるみ姿に変身し、課題の暮らしの知識を得ると日常生活を豊かにする『イーカんじ』ダンスを踊る。
振付師としては、ダンスの振付も担当。
子イカダンサーズ
エンドゥのイカダンス時に出現。全員イカの着ぐるみを着用。
カテイカ様
声 - 沢城みゆき
家庭科の神様。エンドゥが生活の中で間違ったことをする（その場合、エンドゥは大抵『ま、イッカ！』と言う）と、叱る声とともに部屋の中にある物がストップモーションでイカをかたどる形になり、出現する。カテイカ様役の沢城はナレーションも兼任。
カテイカ様の弟子
毎回交代で出演する暮らしの専門家。カテイカ様の呼び掛けに、『おまかせください、カテイカ様！』と答えて登場する。大抵の場合は『（カテイカ様の）一番弟子』だが、たまに『二番弟子』のこともある。出演者については#放送リストを参照。

## 放送リスト
| 話数 | 課題                                    | 初回放送日 | 初回放送日 | カテイカ様の弟子                       |
| ---- | --------------------------------------- | ---------- | ---------- | -------------------------------------- |
| 0    | みそ汁 神のみぞ知る おみそ汁            | 2015年     | 8月14日    | 中村孝明(日本料理研究家)               |
| 1    | お茶を入れる カテイカ様のおみちびき     | 2016年     | 4月6日     | 岩井利恵（日本茶インストラクター）     |
| 2    | ゆでる サラダはゆで野菜でイカが?        | 2016年     | 4月20日    | 奥薗壽子（家庭料理研究家）             |
| 3    | いためる 野菜をいためようじゃなイカ!    | 2016年     | 5月11日    | 香川明夫（女子栄養大学）               |
| 4    | 手ぬい 手ぬいでイカした小物づくり       | 2016年     | 5月25日    | ドン小西                               |
| 5    | 住まい方 夏の暑さをイカんせん           | 2016年     | 6月8日     | 西澤繁毅（建築研究所）                 |
| 6    | 洗たく イカに上手にお洗たく             | 2016年     | 6月22日    | 中村祐一（洗濯専門家）                 |
| 7    | ご飯をたく イカにもご飯は「和食」の基本 | 2016年     | 7月6日     | 中村孝明（日本料理研究家）             |
| 8    | そうじ きたない部屋はイカがなものか     | 2016年     | 8月24日    | 野田幸男（東北大学多元物質科学研究所） |
| 9    | 買い物 これ買ってイーカ？               | 2016年     | 9月14日    | 荻原博子                               |
| 10   | 衣服の着方 冬の寒さをイカんせん         | 2016年     | 9月28日    | 薩本弥生（横浜国立大学）               |